# Aguadas
Ne doit pas être confondu avec Aguada (Colombie).

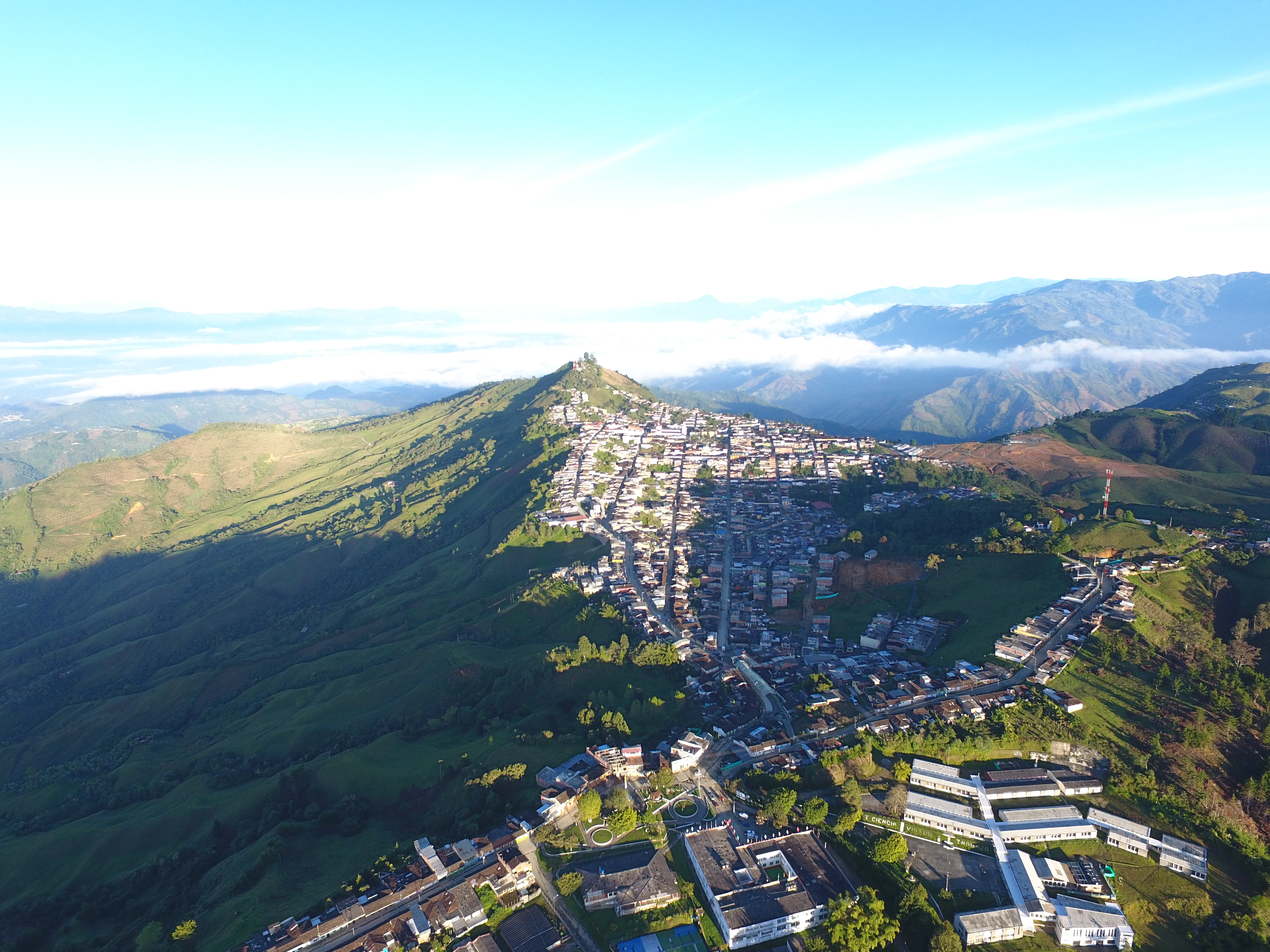

Aguadas est une municipalité située dans le département de Caldas, en Colombie.